# Аллея Славы (Юдино)
Аллея Сла́вы (тат. Дан аллеясы) — площадь в посёлке Юдино Кировского района Казани. Одна из самых новых площадей города, одна из четырёх площадей посёлка, расположенная недалеко от трёх других (Юдинской, 1000-летия Казани и Железнодорожников). 
Небольшая озеленённая площадь вытянутой треугольной формы находится в середине проходящей с запада на восток улицы Лейтенанта Красикова, к которой напротив площади примыкает улица Нижняя.
Открытая в День Победы в 2006 году, площадь была благоустроена по инициативе и на средства Казанского отделения Горьковской железной дороги.

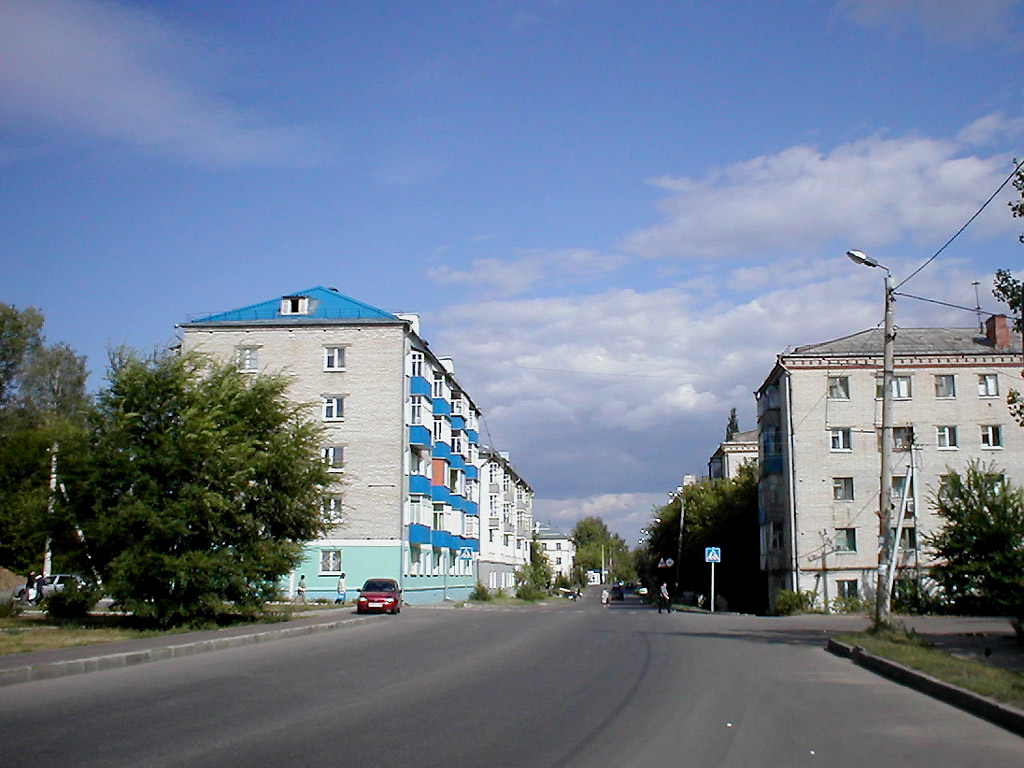
пересечение улиц Лейтенанта Красикова и Нижняя у площади

Площадь имеет расположенную перпендикулярно проезжей части улицы Лейтенанта Красикова широкую короткую основную аллею с асфальтовыми плитами, в конце которой на приподнятом на несколько ступенек основании находится монументальный мемориальный комплекс Великой Отечественной войны из четырех отдельных стен памяти с барельефами образов и выгравированными фамилиями советских воинов-героев. Над средними стенами смыкается изящная высокая каменная арка, под которой установлен памятник Яна Юдина и горит Вечный огонь. Помимо основной аллеи, на площади есть также длинная узкая аллея-дорожка, а также голубые ели и зелёные зоны с другими деревьями и крупными зелёными насаждениями. На площадь выходят жилые дома-"хрущёвки" и "сталинки".
У площади находится остановка «Лейтенанта Красикова» проходящих по данной улице  автобусных маршрутов № 46 и 72.